# La doña (série télévisée, 2010)
Pour les articles homonymes, voir La doña.
La Doña, est une telenovela paraguayenne diffusée en 2010 par Telefuturo.

## Distribution
- Lourdes Llanes : Francisca (La Doña)
- Nico García : Lucio Esteban Ibañez
- Carlos Piñánez : Rubén Ramirez Velazco
- Natalia Nebbia : Anahí Martínez de Santacruz
- Juan Carlos Cañete : Manuel Santacruz
- Cristina Logan : Fidelina
- Hernan Melgarejo : Salvador Ramirez Velazco
- Cecilia Villalba : Yeruti
- Jean Clemotte : Nico Ramirez Velazco
- Andrea Quattrocchi : Beatriz Andrea Ramirez Velazco
- Miguel Escoz : Facundo, "el Kurepa"
- Leticia Medina : Rosa
- Alicia Arce : Juana
- Héctor SilvaHector Silva : Mauro
- Michel Venegas : entrenador
- Anuncio Galeano : médico
- Wilfrido Acosta : médico
- Carlos Ortellado : Dr. Rodrigo Gomez
- Marisa Monutti : Lucía
- Tamara D'Jundi : Erika
- Gustavo Cabañas : Charly Moya
- Johnny Kim : Jimmy "El Chino"
- Gustavo Ilutovich : minister
- Amparo Velazquez : Laura